# Chilei kolibri
A chilei kolibri (Sephanoides sephaniodes) a madarak osztályának sarlósfecske-alakúak (Apodiformes) rendjébe és a kolibrifélék (Trochilidae) családjába tartozó faj.

## Rendszerezése
A fajt René Primevère Lesson francia ornitológus írta le 1827-ben, Orthorhynchus sephanoides néven.

## Előfordulása
Argentína, Chile a Déli-Georgia és Déli-Sandwich-szigetek, valamint a Falkland-szigetek területén honos. Természetes élőhelyei a szubtrópusi és trópusi hegyi esőerdők, mérsékelt övi erdők és cserjések, valamint vidéki kertek és városias régiók. Vonuló faj.

## Megjelenése
Testhossza 11 centiméter.
|  |

## Életmódja
Nektárral táplálkozik.

## Természetvédelmi helyzete
Az elterjedési területe nagyon nagy, egyedszáma viszont csökken, de még nem éri el a kritikus szintet. A Természetvédelmi Világszövetség Vörös listáján nem fenyegetett fajként szerepel.